# Lista odcinków serialu 9-1-1
Poniżej znajduje się lista odcinków serialu telewizyjnego 9-1-1 – emitowanego przez amerykańską stację telewizyjną FOX od 3 stycznia 2018 roku. W Polsce jest emitowany od 6 lutego 2018 roku przez Fox Polska.

## Przegląd sezonów
| Sezon | Sezon | Odcinki | Pierwsza emisja (FOX serie 1-6; ABC od 7 serii) | Pierwsza emisja (FOX serie 1-6; ABC od 7 serii) | Pierwsza emisja (Fox Polska serie 1-6; FX Polska serie 7-8) | Pierwsza emisja (Fox Polska serie 1-6; FX Polska serie 7-8) |
| Sezon | Sezon | Odcinki | Premiera sezonu                                 | Finał sezonu                                    | Premiera sezonu                                             | Finał sezonu                                                |
| ----- | ----- | ------- | ----------------------------------------------- | ----------------------------------------------- | ----------------------------------------------------------- | ----------------------------------------------------------- |
|       | 1     | 10      | 3 stycznia 2018                                 | 21 marca 2018                                   | 6 lutego 2018                                               | 10 kwietnia 2018                                            |
|       | 2     | 18      | 23 września 2018                                | 13 maja 2019                                    | 6 listopada 2018                                            | 21 maja 2019                                                |
|       | 3     | 18      | 23 września 2019                                | 11 maja 2020                                    | 5 listopada 2019                                            | 26 maja 2020                                                |
|       | 4     | 14      | 18 stycznia 2021                                | 24 maja 2021                                    | 2 marca 2021                                                | 8 czerwca 2021                                              |
|       | 5     | 18      | 20 września 2021                                | 16 maja 2022                                    | 23 listopada 2021                                           | 14 czerwca 2022                                             |
|       | 6     | 18      | 19 września 2022                                | 15 maja 2023                                    | 24 stycznia 2023                                            | 22 sierpnia 2023                                            |
|       | 7     | 10      | 14 marca 2024                                   | 30 maja 2024                                    | 7 maja 2024                                                 | 9 lipca 2024                                                |
|       | 8     | 18      | 26 września 2024                                | 15 maja 2025                                    | 4 marca 2025                                                | 1 lipca 2025                                                |

## Sezon 1 (2018)
| Nr | #  | Tytuł                 | Polski tytuł            | Reżyseria             | Scenariusz                            | Premiera (Fox)   | Premiera w Polsce (Fox Polska) |
| -- | -- | --------------------- | ----------------------- | --------------------- | ------------------------------------- | ---------------- | ------------------------------ |
| 1  | 1  | Pilot                 | Ratownicy               | Bradley Buecker       | Brad Falchuk, Ryan Murphy             | 3 stycznia 2018  | 6 lutego 2018                  |
| 2  | 2  | Let Go                | Odpuszczenie            | Gwyneth Horder-Payton | Ryan Murphy, Brad Falchuk, Tim Minear | 10 stycznia 2018 | 13 lutego 2018                 |
| 3  | 3  | Next of Kin           | Krewni                  | Barbara Brown         | John J. Gray                          | 17 stycznia 2018 | 20 lutego 2018                 |
| 4  | 4  | Worst Day Ever        | Najgorszy dzień w życiu | Bradley Buecker       | Zachary Reiter                        | 24 stycznia 2018 | 27 lutego 2018                 |
| 5  | 5  | Point of Origin       | Punkt zapalny           | Gwyneth Horder-Payton | Erica L. Anderson                     | 31 stycznia 2018 | 6 marca 2018                   |
| 6  | 6  | Heartbreaker          | Łamacz serc             | Bradley Buecker       | Matthew Hodgson                       | 7 lutego 2018    | 13 marca 2018                  |
| 7  | 7  | Full Moon (Creepy AF) | Pełnia księżyca         | Maggie Kiley          | Adam Penn                             | 28 lutego 2018   | 20 marca 2018                  |
| 8  | 8  | Karma’s a Bitch       | Karma cię dopadnie      | Barbara Brown         | Kristen Reidel                        | 7 marca 2018     | 27 marca 2018                  |
| 9  | 9  | Trapped               | W pułapce               | Gwyneth Horder-Payton | Adam Glass, Aristotle Kousakis        | 14 marca 2018    | 3 kwietnia 2018                |
| 10 | 10 | A Whole New You       | Całkowicie nowy ty      | Bradley Buecker       | Ryan Murphy, Brad Falchuk, Tim Minear | 21 marca 2018    | 10 kwietnia 2018               |

## Sezon 2 (2018–2019)
| Nr | #  | Tytuł                     | Polski tytuł            | Reżyseria             | Scenariusz                 | Premiera (Fox)       | Premiera w Polsce (Fox Polska) |
| -- | -- | ------------------------- | ----------------------- | --------------------- | -------------------------- | -------------------- | ------------------------------ |
| 11 | 1  | Under Pressure            | Pod presją              | Gwyneth Horder-Payton | Tim Minear, Brad Falchuk   | 23 września 2018     | 6 listopada 2018               |
| 12 | 2  | 7.1                       | Trzęsienie ziemi        | Bradley Buecker       | Zachary Reiter             | 24 września 2018     | 13 listopada 2018              |
| 13 | 3  | Help Is Not Coming        | Pomoc nie nadchodzi     | Bradley Buecker       | Zachary Reiter, Tim Minear | 1 października 2018  | 20 listopada 2018              |
| 14 | 4  | Stuck                     | Zakleszczeni            | Sarah Boyd            | John J. Gray               | 8 października 2018  | 27 listopada 2018              |
| 15 | 5  | Awful People              | Okropni ludzie          | Kevin Hooks           | Kristen Reidel             | 15 października 2018 | 4 grudnia 2018                 |
| 16 | 6  | Dosed                     | Przedawkowanie          | Gwyneth Horder-Payton | Juan Carlos-Coto           | 22 października 2018 | 11 grudnia 2018                |
| 17 | 7  | Haunted                   | Nawiedzeni              | Loni Peristere        | Erica L. Anderson          | 29 października 2018 | 18 grudnia 2018                |
| 18 | 8  | Buck, Actually            | Zakochany Buck          | Varda Bar-Kar         | Matthew Hodgson            | 5 listopada 2018     | 25 grudnia 2018                |
| 19 | 9  | Hen Begins                | Początki Hen            | Jennifer Lynch        | Aristotle Kousakis         | 19 listopada 2018    | 1 stycznia 2019                |
| 20 | 10 | Merry Ex-Mas              | Wesołych Świąt          | Bradley Buecker       | Christopher Monfette       | 26 listopada 2018    | 1 stycznia 2019                |
| 21 | 11 | New Beginnings            | Nowe początki           | John J. Gray          | Tim Minear, Kristen Reidel | 18 marca 2019        | 2 kwietnia 2019                |
| 22 | 12 | Chimney Begins            | Początki Chimney'a      | Jennifer Lynch        | Erica L. Anderson          | 25 marca 2019        | 9 kwietnia 2019                |
| 23 | 13 | Fight or Flight           | Walcz lub uciekaj       | Millicent Shelton     | Kristen Reidel             | 1 kwietnia 2019      | 16 kwietnia 2019               |
| 24 | 14 | Broken                    | Awaria                  | Bradley Buecker       | Juan Carlos-Coto           | 15 kwietnia 2019     | 23 kwietnia 2019               |
| 25 | 15 | Ocean's 9-1-1             | Ocean's 9-1-1           | Mary Wigmore          | Andrew Meyers              | 22 kwietnia 2019     | 30 kwietnia 2019               |
| 26 | 16 | Bobby Begins Again        | Bobby zaczyna od nowa   | Jennifer Lynch        | Christopher Monfette       | 29 kwietnia 2019     | 7 maja 2019                    |
| 27 | 17 | Careful What You Wish For | Ostrożenie z życzeniami | Bradley Buecker       | Matthew Hodgson            | 6 maja 2019          | 14 maja 2019                   |
| 28 | 18 | This Life We Choose       | Życiowe wybory          | Bradley Buecker       | Tim Minear                 | 13 maja 2019         | 21 maja 2019                   |

## Sezon 3 (2019-2020)
| Nr | #  | Tytuł                        | Polski tytuł         | Reżyseria               | Scenariusz                                    | Premiera (Fox)       | Premiera w Polsce (Fox Polska) |
| -- | -- | ---------------------------- | -------------------- | ----------------------- | --------------------------------------------- | -------------------- | ------------------------------ |
| 29 | 1  | Kids Today                   | Dzisiejsze dzieciaki | Jennifer Lynch          | Kristen Reidel                                | 23 września 2019     | 5 listopada 2019               |
| 30 | 2  | Sink or Swim                 | Pływaj albo zgiń     | Bradley Buecker         | Juan Carlos-Coto                              | 30 września 2019     | 12 listopada 2019              |
| 31 | 3  | The Searchers                | Poszukiwacze         | Chad Lowe               | David Fury                                    | 7 października 2019  | 19 listopada 2019              |
| 32 | 4  | Triggers                     | Przyczyny            | Joaquín Sedillo         | David Fury, Christopher Monfette, Tonya Kong  | 14 października 2019 | 26 listopada 2019              |
| 33 | 5  | Rage                         | Gniew                | Jann Turner             | Lyndsey Beaulieu                              | 21 października 2019 | 3 grudnia 2019                 |
| 34 | 6  | Monsters                     | Potwory              | Tina Mabry              | Christopher Monfette                          | 28 października 2019 | 10 grudnia 2019                |
| 35 | 7  | Athena Begins                | Początki Atheny      | Tasha Smith             | Kristen Reidel                                | 4 listopada 2019     | 17 grudnia 2019                |
| 36 | 8  | Malfunction                  | Awaria               | Joaquín Sedillo         | Tonya Kong                                    | 11 listopada 2019    | 17 marca 2020                  |
| 37 | 9  | Fallout                      | Odpady               | Marcus Stokes           | Juan Carlos-Coto                              | 25 listopada 2019    | 24 marca 2020                  |
| 38 | 10 | Christmas Spirit             | Świąteczny nastrój   | Alonso Alvarez-Barreda  | Andrew Meyers                                 | 2 grudnia 2019       | 31 marca 2020                  |
| 39 | 11 | Seize the Day                | Chwytaj dzień        | Sarah Boyd              | Lyndsey Beaulieu                              | 16 marca 2020        | 7 kwietnia 2020                |
| 40 | 12 | Fools                        | Głupcy               | David Grossman          | Andrew Meyers                                 | 23 marca 2020        | 14 kwietnia 2020               |
| 41 | 13 | Pinned                       | Kręgle               | John J. Gray            | Nadia Abass-Madden, Juan Carlos Coto          | 30 marca 2020        | 21 kwietnia 2020               |
| 42 | 14 | The Taking of Dispatch 9-1-1 | Zakładnicy           | Marshall Tyler          | Nadia Abass-Madden, Andrew Meyers             | 13 kwietnia 2020     | 28 kwietnia 2020               |
| 43 | 15 | Eddie Begins                 | Początki Eddiego     | Robert M. Williams, Jr. | Christopher Monfette, Robert M. Williams, Jr. | 20 kwietnia 2020     | 5 maja 2020                    |
| 44 | 16 | The One That Got Away        | Ucieczka             | Millicent Shelton       | David Fury                                    | 27 kwietnia 2020     | 12 maja 2020                   |
| 45 | 17 | Powerless                    | Bezsilność           | Kristen Reidel          | Lyndsey Beaulieu, Kristen Reidel              | 4 maja 2020          | 19 maja 2020                   |
| 46 | 18 | What's Next?                 | Co jeszcze?          | Jennifer Lynch          | Juan Carlos Coto, Kristen Reidel              | 11 maja 2020         | 26 maja 2020                   |

## Sezon 4 (2021)
| Nr | #  | Tytuł                         | Polski tytuł          | Reżyseria               | Scenariusz                         | Premiera (Fox)   | Premiera w Polsce (Fox Polska) |
| --- | -- | ----------------------------- | --------------------- | ----------------------- | ---------------------------------- | ---------------- | ------------------------------ |
| 47 | 1  | The New Abnormal              | Nowa nienormalność    | David Grossman          | Juan Carlos Coto                   | 18 stycznia 2021 | 2 marca 2021                   |
| 48 | 2  | Alone Together                | Razem lecz osobno     | David Grossman          | Lyndsey Beaulieu                   | 25 stycznia 2018 | 9 marca 2021                   |
| 49 | 3  | Future Tense                  | Czas przeszły         | Marita Grabiak          | Andrew Meyers                      | 1 lutego 2021    | 16 marca 2021                  |
| Odcinek jest pierwszą częścią dwuodcinkowego crossoveru z serialem 9-1-1: Teksas (część 2: sezon 2, odcinek 3). |    |                               |                       |                         |                                    |                  |                                |
| 50 | 4  | 9-1-1, What's Your Grievance? | Telefon skargowy      | Brenna Malloy           | Nadia Abass-Madden                 | 8 lutego 2021    | 23 marca 2021                  |
| 51 | 5  | Buck Begins                   | Początki Bucka        | Jann Turner             | Juan Carlos Coto                   | 15 lutego 2021   | 30 marca 2021                  |
| 52 | 6  | Jinx                          | Pech                  | Jann Turner             | Taylor Wong                        | 22 lutego 2021   | 6 kwietnia 2021                |
| 53 | 7  | There Goes the Neighborhood   | I po sąsiadach        | Sharat Raju             | Stacey Rose                        | 1 marca 2021     | 13 kwietnia 2021               |
| 54 | 8  | Breaking Point                | Granica wytrzymałości | David Grossman          | Bob Goodman                        | 8 marca 2021     | 20 kwietnia 2021               |
| 55 | 9  | Blindsided                    | Zderzenie             | Marcus Stokes           | Andrew Meyers                      | 19 kwietnia 2021 | 27 kwietnia 2021               |
| 56 | 10 | Parenthood                    | Rodzicielstwo         | David Grossman          | Lyndsey Beaulieu                   | 26 kwietnia 2021 | 11 maja 2021                   |
| 57 | 11 | First Responders              | Na pierwszej linii    | Tasha Smith             | Kristen Reidel, Nadia Abass-Madden | 3 maja 2021      | 18 maja 2021                   |
| 58 | 12 | Treasure Hunt                 | Łowcy skarbów         | David Grossman          | Bob Goodman                        | 10 maja 2021     | 25 maja 2021                   |
| 59 | 13 | Suspicion                     | Podejrzenie           | Brenna Malloy           | Lyndsey Beaulieu, Andrew Meyers    | 17 maja 2021     | 1 czerwca 2021                 |
| 60 | 14 | Survivors                     | Ocaleni               | Robert M. Williams, Jr. | Kristen Reidel                     | 24 maja 2021     | 8 czerwca 2021                 |

## Sezon 5 (2021–2022)
| Nr | #  | Tytuł                     | Polski tytuł          | Reżyseria          | Scenariusz                           | Premiera (Fox)       | Premiera w Polsce (Fox Polska) |
| -- | -- | ------------------------- | --------------------- | ------------------ | ------------------------------------ | -------------------- | ------------------------------ |
| 61 | 1  | Panic                     | Panika                | Bradley Buecker    | Tim Minear, Juan Carlos Coto         | 20 września 2021     | 23 listopada 2021              |
| 62 | 2  | Desperate Times           | Trudne czasy          | Bradley Buecker    | Lyndsey Beaulieu, Andrew Meyers      | 27 września 2021     | 30 listopada 2021              |
| 63 | 3  | Desperate Measures        | Trudne decyzje        | Ben Hernandez Bray | Kristen Reidel                       | 4 października 2021  | 07 grudnia 2021                |
| 64 | 4  | Home and Away             | W domu i gdzieś dalej | Brenna Malloy      | Bob Goodman                          | 11 października 2021 | 14 grudnia 2021                |
| 65 | 5  | Peer Pressure             | Nacisk grupowy        | Brenna Malloy      | Nadia Abass-Madden                   | 18 października 2021 | 21 grudnia 2021                |
| 66 | 6  | Brawl in Cell Block 9-1-1 | Cela numer 911        | Brenna Malloy      | Andrew Meyers                        | 1 listopada 2021     | 28 grudnia 2021                |
| 67 | 7  | Ghost Stories             | Historie o duchach    | Brenna Malloy      | Stacey R. Rose                       | 8 listopada 2021     | 04 stycznia 2022               |
| 68 | 8  | Defend In Place           | Obrona a miejscu      | Brenna Malloy      | Taylor Wong                          | 15 listopada 2021    | 11 stycznia 2022               |
| 69 | 9  | Past Is Prologue          | Przeszłość to wstęp   | Brenna Malloy      | Ian Sobel                            | 29 listopada 2021    | 18 stycznia 2022               |
| 70 | 10 | Wrapped in Red            | Świąteczny czas       | Brenna Malloy      | Lyndsey Beaulieu, Nadia Abass-Madden | 6 grudnia 2021       | 10 kwietnia 2022               |
| 71 | 11 | Outside Looking In        | Zaglądając do środka  | Shauna Duggins     | Bob Goodman                          | 21 marca 2022        | 19 kwietnia 2022               |
| 72 | 12 | Boston                    | Boston                | Dwight Little      | Lyndsey Beaulieu                     | 28 marca 2022        | 26 kwietnia 2022               |
| 73 | 13 | Fear-o-Phobia             | Łęk przed strachem    | Marcus Stokes      | Andrew Meyers, Juan Carlos Coto      | 11 kwietnia 2022     | 10 maja 2022                   |
| 74 | 14 | Dumb Luck                 | Głupie szczęście      | John J. Gray       | Taylor Wong                          | 18 kwietnia 2022     | 17 maja 2022                   |
| 75 | 15 | FOMO                      | Zawsze na bieżąco     | Marita Grabiak     | Nicole Barraza Keim                  | 25 kwietnia 2022     | 24 maja 2022                   |
| 76 | 16 | May Day                   | Pożar w centrali      | Juan Carlos Coto   | Juan Carlos Coto                     | 2 maja 2022          | 31 maja 2022                   |
| 77 | 17 | Hero Complex              | Kompleks bohatera     | Marita Grabiak     | Stacey R. Rose, Kristen Reidel       | 9 maja 2022          | 7 czerwca 2022                 |
| 78 | 18 | Starting Over             | Nowy początek         | Kristen Reidel     | Kristen Reidel                       | 16 maja 2022         | 14 czerwca 2022                |

## Sezon 6 (2022–2023)
| Nr | #  | Tytuł                | Polski tytuł              | Reżyseria                    | Scenariusz                         | Premiera (Fox)       | Premiera w Polsce (Fox Polska) |
| -- | -- | -------------------- | ------------------------- | ---------------------------- | ---------------------------------- | -------------------- | ------------------------------ |
| 79 | 1  | Let The Games Begin  | Początki zawodów          | Jann Turner                  | Andrew Meyers                      | 19 września 2022     | 24 stycznia 2023               |
| 80 | 2  | Crash & Learn        | Jak podnieść się z gruzów | Juan Carlos Coto             | Juan Carlos Coto                   | 26 września 2022     | 31 stycznia 2023               |
| 81 | 3  | The Devil You Know   | Znajome zło               | Steven Tsuchida              | Lyndsey Beaulieu                   | 3 października 2022  | 7 lutego 2023                  |
| 82 | 4  | Animal Instincts     | Zwierzęce instynkty       | Michael Medico               | Stacey R. Rose                     | 10 października 2022 | 14 lutego 2023                 |
| 83 | 5  | Home Invasion        | Wtargnięcie               | Marita Grabiak               | Nadia Abass-Madden                 | 17 października 2022 | 21 lutego 2023                 |
| 84 | 6  | Tomorrow             | Jutro                     | Joaquín Sedillo              | Nicole Barraza Keim                | 24 października 2022 | 28 lutego 2023                 |
| 85 | 7  | Cursed               | Przekleństwo              | James Wong                   | Taylor Wong                        | 7 listopada 2022     | 7 marca 2023                   |
| 86 | 8  | What's Your Fantasy? | Nagłe fantazje            | Marita Grabiak               | Andrew Meyers                      | 14 listopada 2022    | 14 marca 2023                  |
| 87 | 9  | Red Flag             | Czerwona flaga            | Brenna Malloy                | Nicole Barraza Keim                | 28 listopada 2022    | 21 marca 2023                  |
| 88 | 10 | In a Flash           | Piorunujące wrażenia      | Bradley Buecker              | Juan Carlos Coto                   | 6 marca 2023         | 27 czerwca 2023                |
| 89 | 11 | In Another Life      | W innym życiu             | Joaquín Sedillo, Jann Turner | Lyndsey Beaulieu                   | 13 marca 2023        | 4 lipca 2023                   |
| 90 | 12 | Recovery             | Regeneracja               | John J. Gray                 | Andrew Meyers                      | 20 marca 2023        | 11 lipca 2023                  |
| 91 | 13 | Mixed Feelings       | Mieszane uczucia          | Jihane Mrad Balaa            | Stacey R. Rose                     | 10 kwietnia 2023     | 18 lipca 2023                  |
| 92 | 14 | Performance Anxiety  | Trema zawodowa            | Shauna Duggins               | Nadia Abass-Madden                 | 17 kwietnia 2023     | 25 lipca 2023                  |
| 93 | 15 | Death and Taxes      | Śmierć i podatki          | Greg Sirota                  | Taylor Wong                        | 17 kwietnia 2023     | 1 sierpnia 2023                |
| 94 | 16 | Lost & Found         | Zagubione i znalezione    | Brenna Malloy                | Lyndsey Beaulieu                   | 1 maja 2023          | 8 sierpnia 2023                |
| 95 | 17 | Love Is in the Air   | A wszędzie miłość         | Juan Carlos Coto             | Juan Carlos Coto                   | 8 maja 2023          | 15 sierpnia 2023               |
| 96 | 18 | Pay It Forward       | Odwdzięcz się             | Bradley Buecker              | Nicole Barraza Keim, Andrew Meyers | 15 maja 2023         | 22 sierpnia 2023               |

## Sezon 7 (2024)
| Nr  | #  | Tytuł                         | Polski tytuł                 | Premiera (ABC)   | Premiera w Polsce (FX Polska) |
| --- | -- | ----------------------------- | ---------------------------- | ---------------- | ----------------------------- |
| 97  | 1  | Abandon Ships                 | Opuścić pokład               | 14 marca 2024    | 7 maja 2024                   |
| 98  | 2  | Rock the Boat                 | Statek w ogniu               | 21 marca 2024    | 14 maja 2024                  |
| 99  | 3  | Capsized                      | Do góry dnem                 | 28 marca 2024    | 21 maja 2024                  |
| 100 | 4  | Buck, Bothered and Bewildered | Strapiony i oszołomiony Buck | 4 kwietnia 2024  | 28 maja 2024                  |
| 101 | 5  | You Don't Know Me             | Nie znasz mnie               | 11 kwietnia 2024 | 4 czerwca 2024                |
| 102 | 6  | There Goes the Groom          | A oto pan młody              | 2 maja 2024      | 11 czerwca 2024               |
| 103 | 7  | Ghost of a Second Chance      | Duch drugiej szansy          | 9 maja 2024      | 18 czerwca 2024               |
| 104 | 8  | Step Nine                     | Krok dziewiąty               | 16 maja 2024     | 25 czerwca 2024               |
| 105 | 9  | Ashes, Ashes                  | Prochy, popioły              | 23 maja 2024     | 2 lipca 2024                  |
| 106 | 10 | All Fall Down                 | Wszystko się wali            | 30 maja 2024     | 9 lipca 2024                  |

## Sezon 8 (2024–2025)
| Nr | #  | Tytuł                         | Polski tytuł                 | Premiera (ABC)       | Premiera w Polsce (FX Polska) |
| --- | -- | ----------------------------- | ---------------------------- | -------------------- | ----------------------------- |
| 107 | 1  | Buzzkill                      | Zabójczy rój                 | 26 września 2024     | 4 marca 2025                  |
| 108 | 2  | When the Boeing Gets Tough... | Gdy boeing dostaje w kość... | 3 października 2024  | 11 marca 2025                 |
| 109 | 3  | Final Approach                | Ostatnie podejście           | 10 października 2024 | 18 marca 2025                 |
| 110 | 4  | No Place Like Home            | Nie ma jak w domu            | 17 października 2024 | 25 marca 2025                 |
| 111 | 5  | Masks                         | Maski                        | 24 października 2024 | 1 kwietnia 2025               |
| 112 | 6  | Confessions                   | Wyznania                     | 7 listopada 2024     | 8 kwietnia 2025               |
| 113 | 7  | Hotshots                      | Asy                          | 14 listopada 2024    | 15 kwietnia 2025              |
| 114 | 8  | Wannabes                      | Pozerzy                      | 21 listopada 2024    | 22 kwietnia 2025              |
| 115 | 9  | Sob Stories                   | Ckliwe historie              | 6 marca 2025         | 29 kwietnia 2025              |
| 116 | 10 | Voices                        | Głosy                        | 13 marca 2025        | 6 maja 2025                   |
| 117 | 11 | Holy Mother of God            | Święta Matko Boska           | 20 marca 2025        | 13 maja 2025                  |
| Odcinek jest pierwszą częścią dwuodcinkowego crossoveru z serialem Doktor Odyssey (część 2: sezon 1, odcinek 11). |    |                               |                              |                      |                               |
| 118 | 12 | Disconnected                  | Odseparowany                 | 27 marca 2025        | 20 maja 2025                  |
| 119 | 13 | Invisible                     | Niewidzialny                 | 3 kwietnia 2025      | 27 maja 2025                  |
| 120 | 14 | Sick Day                      | Chorobowe                    | 10 kwietnia 2025     | 3 czerwca 2025                |
| 121 | 15 | Lab Rats                      | Szczury laboratoryjne        | 17 kwietnia 2025     | 10 czerwca 2025               |
| 122 | 16 | The Last Alarm                | Ostatni dzwonek              | 1 maja 2025          | 17 czerwca 2025               |
| 123 | 17 | Don't Drink the Water         | Nie pij wody                 | 8 maja 2025          | 24 czerwca 2025               |
| 124 | 18 | Seismic Shifts                | Wstrząsy sejsmiczne          | 15 maja 2025         | 1 lipca 2025                  |